# Pico Humión
Der 1435 m hohe Pico Humión (manchmal auch Umión) ist die höchste Erhebung im Gebirgszug der Montes Obarenes in der Comarca Las Merindades im Nordosten der spanischen Provinz Burgos. Der Berg gehört zum Naturpark Montes Obarenes-San Zadornil.

## Lage
Der Pico Humión befindet sich etwa 12 km (Luftlinie) in südöstlicher Richtung vom Ort Frías entfernt; vom Dorf Valderrama aus sind es nur etwa 6 km in östlicher Richtung. Mit Geländefahrzeugen kann man bis nahe an den Gipfel heranfahren.

## Tourismus
Der Berg ist gut geeignet für Wanderungen; der Gipfel ist vom 616 m hoch gelegenen Dorf Valderrama aus binnen 2,5 Stunden zu erreichen; vom 1022 m hoch gelegenen Weiler Cubilla aus benötigt man nur ca. eine Stunde. Das abgeflachte, felsige Gipfelplateau ist bei Gleitschirmfliegern beliebt.